# Galeria Atlas Sztuki
Galeria Atlas Sztuki – prywatna galeria sztuki w Łodzi. Od 28 grudnia 2006 Atlas Sztuki Sp. z o.o. miała status organizacji pożytku publicznego.

## Historia i działalność galerii
Galeria powstała w lutym 2003 roku. Jej założycielem i pomysłodawcą był Andrzej Walczak, jeden ze współwłaścicieli Grupy ATLAS. Spółka w kwietniu 2003 roku wynajęła zrujnowany budynek dawnej drukarni w podwórzu posesji przy ulicy Piotrkowskiej 114/116 w Łodzi.
Działalność wystawienniczą Atlas Sztuki rozpoczął 10 października 2003 roku wystawiając prace Romana Opałki w formie oktogonu. Przez 14 lat swojego istnienia do czerwca 2017 roku galeria zrealizowała 88 różnych projektów wystawienniczych. Wiele z przygotowanych przez Atlas Sztuki projektów po premierze w Łodzi zostało pokazanych w innych galeriach w Polsce i poza jej granicami. Wystawy Atlasa Sztuki oglądać mogli mieszkańcy m.in. Sopotu, Poznania, Wrocławia, Warszawy, Zielonej Góry, Płocka, Krakowa, Radomia, Szczecina, Jeleniej Góry, Katowic, Paryża, Drezna, Pragi, Bratysławy, Koszyc, Sofii, Kiszyniowa, Bukaresztu, Budapesztu, Wiednia, Marsylii, Trostbergu.
W swojej historii Atlas Sztuki angażował się także w projekty pozawystawiennicze, galeria współprodukowała spektakl Testosteron, wystawiany w łódzkim Teatrze Powszechnym, była także współproducentem filmów Mistrz Piotra Trzaskalskiego i Bezmiar sprawiedliwości Wiesława Saniewskiego. Z kolei Opera dworcowa, z librettem napisanym przez Marcina Polaka, z 2011 roku była pierwszym projektem Atlasu Sztuki w przestrzeni publicznej.
Poza działalnością wystawienniczą galeria Atlas Sztuki prowadziła także zajęcia edukacyjne dla dzieci szkół podstawowych z klas I-III oraz spotkania z licealistami i studentami.
Galeria Atlas Sztuki organizowała również otwarte spotkania z artystami, które prowadzili między innymi: prof. Andrzej Turowski i Anna Baumgart, Stanisław Fijałkowski, Zbigniew Rybczyński i Zbigniew Libera.
18 czerwca 2017 galeria Atlas Sztuki zakończyła swoją działalność.

## Wystawy
W Atlasie Sztuki zaprezentowano następujące wystawy:
- Roman Opałka, OPALKA/1-∞, (10 października 2003 – 7 grudnia 2003)
- David Lynch, Malarstwo i fotografia, (30 listopada 2003 – 25 stycznia 2004)
- Zbigniew Libera, Mistrzowie i pozytywy, (13 lutego 2004 – 4 kwietnia 2004)
- Wojciech Leder, 10+1, (23 kwietnia 2004 – 13 czerwca 2004)
- Olga Nieścier, Sukienka, (25 czerwca 2004 – 1 sierpnia 2004)
- Laura Pawela i Krzysztof Skarbek portretwłasny.pl (10 września 2004 – 31 października 2004)
- Tadeusz Piechura, Plac Wolności – Plac Niepodległości (5 listopada 2004 – 7 listopada 2004)
- Tadeusz Piechura, Plakat + (19 listopada 2004 – 19 grudnia 2004)
- Piotr Naliwajko, Tylko wielkie obrazy (7 stycznia 2005 – 6 lutego 2005)
- Jadwiga Sawicka, przyciąga i odpycha (11 lutego 2005 – 23 marca 2005)
- Henryk Cześnik, Cięcie Cześnika (8 kwietnia 2005 – 8 maja 2005)
- Guy Peellaert, Sny XX wieku (13 maja 2005 – 12 czerwca 2005)
- Cezary Tkaczyk, Rodzina (17 czerwca 2005 – 31 lipca 2005)
- z kolekcji Gerharda Jurgena Bluma-Kwiatkowskiego Argumenta, (2 września 2005 – 6 listopada 2005)
- Christian Tomaszewski, O kaplicach, jaskiniach i erotycznej beznadziei (25 listopada 2005 – 21 grudnia 2005)
- Ilya i Emilia Kabakov, 10 Albumów Ilyi Kabakova (13 stycznia 2006 – 5 marca 2006)
- Marzena Kawalerowicz, Tors-ja (10 marca 2006 – 2 kwietnia 2006)
- Elżbieta Jabłońska, 83 kelnerów i pomocnik (7 kwietnia 2006 – 14 maja 2006)
- Lech Majewski, KrewPoety (19 maja 2006 – 18 czerwca 2006)
- Robert Rabiega, Studium przestrzeni (23 czerwca 2006 – 30 lipca 2006)
- Elżbieta Janicka, Miejsce nieparzyste (1 września 2006 – 8 października 2006)
- Janek Simon, Rok Polski na Madagaskarze (13 października 2006 – 19 listopada 2006)
- Gerhard Jurgen Blum-Kwiatkowski, Inteligibilna sztuka bez gwałtu (24 listopada 2006 – 14 stycznia 2007)
- Rafał Sobiczewski, warning! you are infected!!! (19 stycznia 2007 – 4 marca 2007)
- Siegward Sprotte, Malarstwo (9 marca 2007 – 15 kwietnia 2007)
- Dominik Lejman, Historia Naturalna (20 kwietnia 2007 – 10 czerwca 2007)
- Łódź Kaliska, Alementarz (15 czerwca 2007 – 5 września 2007)
- Rafał Jakubowicz, ti tabu dibu daj (7 września 2007 – 14 października 2007)
- Ludwig Wilding, Przestrzeń – Ruch – Czas (19 października 2007 – 9 grudnia 2007)
- Kamil Kuskowski, Uczta Malarstwa (14 grudnia 2007 – 20 stycznia 2008)
- Rob Krier, Rob Krier dla Łodzi (25 stycznia 2008 – 2 marca 2008)
- Zbigniew Makowski, Wąski Dunaj No 5 (7 marca 2008 – 13 kwietnia 2008)
- Józef Robakowski, Manifest energetyczny (18 kwietnia 2008 – 8 czerwca 2008)
- Jörg Immendorff i Markus Lüpertz, Jörg Immendorff/Markus Lüpertz (13 czerwca 2008 – 14 września 2008)
- Ilya i Emilia Kabakov, What We Shall See After Death (26 września 2008 – 16 listopada 2008)
- Zofia Kulik, KwieKulik – Dobromierz X (21 listopada 2008 – 11 stycznia 2009)
- Wojciech Wilczyk, Niewinne oko nie istnieje (16 stycznia 2009 – 1 marca 2009)
- Krzysztof Bednarski, Ku Górze – hommage à Jerzy Grotowski (13 marca 2009 – 19 kwietnia 2009)
- Kolekcja Zdarzeń według Józefa Robakowskiego (24 kwietnia 2009 – 14 czerwca 2009)
- Abstrakcja i Kinetyka według Liliane Zafrani (19 czerwca 2009 – 13 września 2009)
- Wojciech Fangor, Wojciech Fangor (25 września 2009 – 15 listopada 2009)
- Sławek Belina, Norma (29 listopada 2009 – 10 stycznia 2010)
- Krzysztof Wodiczko, Goście (22 stycznia 2010 – 13 marca 2010)
- Stanisław Fijałkowski (12 marca 2010 – 18 kwietnia 2010)
- Anka Leśniak, Muzy Łodzi Kaliskiej (23 kwietnia 2010 – 20 czerwca 2010)
- Roman Lipski, Roman Lipski (25 czerwca 2010 – 12 września 2010)
- Regina Silveira, Głębia (24 września 2010 – 7 listopada 2010)
- Józef Robakowski, Brzuch Atlasa (19 listopada 2010 – 13 lutego 2011)
- Twożywo, WYbór ObRAZ + Nihil Negativum (18 lutego 2011 – 21 kwietnia 2011)
- Alexey Titarenko, Fotografia (1986–2010) (6 maja 2011 – 12 czerwca 2011)
- Anna Konik, Strach i Zauroczenie (17 czerwca 2011 – 14 sierpnia 2011)
- Stefan Krygier, Stefan Krygier (9 września 2011 – 16 października 2011)
- Kolekcja Marxa. Wybór Eugena Blume (21 października 2011 – 30 grudnia 2011)
- Czekalska + Golec, Contract Killer (13 stycznia 2012 – 3 marca 2012)
- Anna Baumgart + Andrzej Turowski, Zdobywcy słońca + Parowóz dziejów (9 marca 2012 – 29 kwietnia 2012)
- Joseph Beuys według Eugena Blume (11 maja 2012 – 24 czerwca 2012)
- Stanisław Koguciuk i Jan Uścimiak, Gospodarz śpi a jemu w polu rośnie (29 czerwca 2012 – 2 września 2012)
- Front Wschodni według Józefa Robakowskiego (14 września 2012 – 28 października 2012)
- Samuel Szczekacz (1917–1983) (23 listopada 2012 – 28 grudnia 2012)
- Karolina Breguła, Centrum wszystkiego (11 stycznia 2013 – 24 lutego 2013)
- Zbigniew Libera, Płaska rzeczywistość (15 marca 2013 – 14 kwietnia 2013)
- Zofia Lipecka, Tam spadła nam zasłona z oczu (19 kwietnia 2013 – 2 czerwca 2013)
- Wojciech Wieteska, Jestem z Polski (7 czerwca 2013 – 23 czerwca 2013)
- Łódź Kaliska, Maszyny drżące (28 czerwca 2013 – 29 września 2013)
- Teresa Tyszkiewiczowa, Gest (25 października 2013 – 8 grudnia 2013)
- Zbigniew Rybczyński (13 grudnia 2013 – 2 lutego 2014)
- Jarosław Kozłowski, Dekompozycje (7 lutego 2014 – 6 kwietnia 2014)
- Katarzyna Kozyra, Szukając Jezusa (11 kwietnia 2014 - 1 czerwca 2014)
- Roger Ballen, Shadow Land. Fotografie (1982-2013), (6 czerwca 2014 - 31 sierpnia 2014)
- László Fehér, Roman Lipski (12 września 2014 - 19 października 2014)
- Bert Danckaert, Simple Present (24 października 2014 - 30 listopada 2014)
- Wojciech Wilczyk, Święta Wojna (5 grudnia 2014 - 18 stycznia 2015)
- Jean-Marc Caracci, Homo Urbanus Europeanus (23 stycznia 2015 - 1 marca 2015)
- z kolekcji Kunstarchiv Beeskow, Iluzje. Beeskow - Łódź 2015 (6 marca 2015 - 12 kwietnia 2015)
- z kolekcji dra Werner Jerke, Wybór (17 kwietnia 2015 - 24 maja 2015)
- Carl De Keyzer, Moments Before the Flood (29 maja 2015 - 13 września 2015)
- Igor Makarewicz, Muzeum Borisowa (18 września 2015 - 18 października 2015)
- Jerzy Nowosielski (23 października 2015 - 20 grudnia 2015)
- Monika Sosnowska, Marek Szczęsny, Karolina Wiktor w wyborze Andrzeja Turowskiego, (15 stycznia 2016 - 28 lutego 2016)
- Wobec awangardy XX wieku w wyborze Andrzeja Paruzela (4 marca 2016 - 3 kwietnia 2016)
- z kolekcji Eriki Hoffmann-Koenige (15 kwietnia 2016 - 5 czerwca 2016)
- Robert Rauschenberg, Travels (10 czerwca 2016 - 11 września 2016)
- Stefan Gierowski, Z kolekcji Stefana Gierowskiego (16 września 2016 - 16 października 2016)
- Newsha Tavakolian (21 października 2016 - 4 grudnia 2016)
- Warsztat Formy Filmowej (16 grudnia 2016 - 19 lutego 2017)
- 283 x 100 x 27, 12 x 6 x 5 (10 marca 2017 - 30 kwietnia 2017)
- Rafał Milach, Odmowa (12 maja 2017 - 18 czerwca 2017)

## Nagrody
Jury konkursu ˌˌSztuka współczesna w przestrzeni publicznejˈˈ organizowanego przez Ministra Kultury RP i redakcję miesięcznika Art&Business w roku 2004 przyznało pierwszą i jedyną nagrodę za rok 2003 Atlasowi Sztuki za adaptację budynku na potrzeby galerii sztuki współczesnej oraz organizację wystawy prac Romana Opałki.
Atlas Sztuki i Andrzej Walczak zostali nagrodzeni w 2004 roku przez Ministerstwo Kultury w Konkursie Mecenas Sztuki 2003.
Pod koniec 2005 roku Atlas Sztuki zdobył V miejsce w rankingu polskich galerii prywatnych tygodnika Polityka.
W 2007 Atlas Sztuki został uznany za najlepszą polską galerię prywatną przez tygodnik Polityka w rankingu polskich galerii ze sztuką współczesną.
W 2010 Atlas Sztuki ponownie został uznany za najlepszą polską galerię prywatną przez tygodnik Polityka w rankingu polskich galerii ze sztuką współczesną.
W 2013 roku galeria zajęła V miejsce w rankingu polskich galerii ze sztuką współczesną tygodnika Polityka, będąc tym samym najwyżej notowaną galerią prywatną w tym zestawieniu.